# Tanznotation
Eine Tanznotation ist die symbolische Repräsentation von Tanzbewegungen. Sie ist eine spezielle Ausprägung der Bewegungsnotation, da sie sich auf menschliche Bewegungen in spezifischen Tanzformen konzentriert. Personen, die sich beruflich mit Tanznotation befassen, heißen Choreolog(inn)en.

## Geschichte

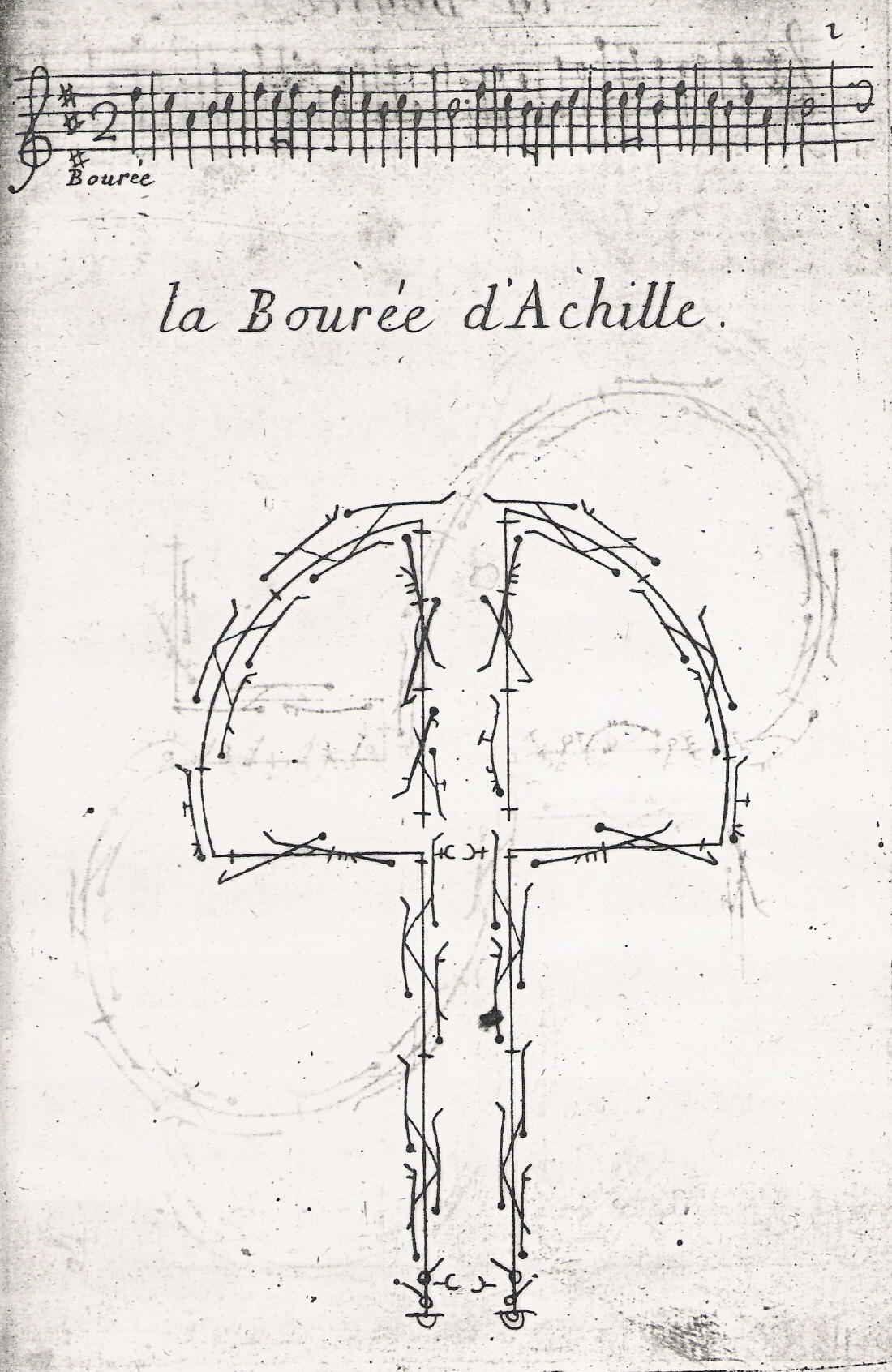
Eine Bourrée in der Notation von Raoul Auger Feuillet, 1700

Weil Tanz ebenso wie Musik in der christlich-europäischen Tradition ein Symbol des Flüchtigen war, tat man sich stets schwer damit, ihn aufzuzeichnen. Da er im religiösen Kontext keine bedeutende Funktion hatte, fehlen Aufzeichnungsversuche, die den mittelalterlichen musikalischen Neumen vergleichbar wären. Anders als in der Musik, bei der sich aus frühen Anfängen eine einigermaßen standardisierte und immer differenziertere Notenschrift entwickelte, ist die Geschichte der Tanzschrift eine Geschichte stetiger Neuerfindungen.
Durch das Aufstreben des höfischen Tanzes (vgl. Historischer Tanz) seit dem 14. Jahrhundert gab es zunehmenden Bedarf, die Schritte der aktuellen Gesellschaftstänze schriftlich zu fixieren. Im 15. Jahrhundert versuchten Antonio Cornazzano und Guglielmo Ebreo die damaligen „Basses danses“ in Traktaten zu erklären. Im 16. Jahrhundert verfasste Thoinot Arbeau als erster ein Kompendium der Gesellschaftstänze seiner Zeit (L'Orchésographie, 1589).
Nach mehreren Versuchen im 17. Jahrhundert, der Zeit des absolutistischen Hoftanzes um den französischen König Louis XIV., fasste die Chorégraphie (1700) von Raoul-Auger Feuillet das tänzerische Wissen des Barockzeitalters zusammen. Auch Jean Favier war zu dieser Zeit ein führender Tänzer und Tanzlehrer am Hofe des Königs, der seine Choreografien mit einer Tanznotation festhielt, die Diderot mit der Feuillets verglich.
Erheblich problematischer war der Bühnentanz, der sich im 18. Jahrhundert weitgehend vom Gesellschaftstanz löste. Je vielgestaltiger die Bewegungen wurden, desto schwieriger war es, ein praktikables System zu ihrer Aufzeichnung zu finden. Der Ballettreformer Jean Georges Noverre verurteilte die Tanzschrift mit dem Argument, dass sie entziffert werden müsse und das spontane „Blattlesen“ wie bei Texten und Musiknoten bei ihr nicht möglich sei. Auch ohne Schrift, als kollektive Gedächtnisleistung, konnten sich allerdings berühmte Choreografien auf ganz Europa verbreiten und im Repertoire halten.
Im 19. Jahrhundert erfand Arthur Saint-Léon eine Tanzschrift (Sténochorégraphie, 1852), die von Friedrich Albert Zorn weiterentwickelt wurde (Grammatik der Tanzkunst, 1887). Die bedeutendsten Versuche einer Tanzschrift im 20. Jahrhundert stammen von Rudolf Laban (Schrifttanz, 1928) und von Rudolf und Joan Benesh (siehe Choreologie).
Heutige Choreografen orientieren sich zumeist an Videoaufzeichnungen. Der Computer hat neue Möglichkeiten zur Tanznotation geschaffen.

## Gegenwart
Vorrangige Einsatzgebiete von Tanznotationen sind die Dokumentation, Analyse und Rekonstruktion von Choreografien, Tanzformen oder technischen Übungen. Ein Ansatz zur Bewegungsnotation findet sich oft in Regiebüchern beim Theater oder im Storyboard beim Film.
Auch heute handelt es sich bei den Tanznotationen zumeist um Mischformen von Bild und Schrift. Neben Buchstaben und Wörtern, grafischen und musikalischen Notationen kommen figurative Darstellungen, abstrakte Symbole zur Anwendung. Bei computergestützter Notation gewinnen die Spur- oder Pfadaufzeichnung sowie numerische Systeme an Bedeutung.
Es gibt viele verschiedene Formen von Tanznotationen, aber die beiden meistbenutzten Systeme sind Bewegungsschriften wie die Labanotation (auch als Kinetographie bekannt) und die Choreologie (Benesh Movement Notation). Seltener werden auch Eshkol-Wachman Movement Notation und DanceWriting von Valerie Sutton verwendet.
Einige Notationssysteme sind auf spezifische Tanzformen zugeschnitten, zum Beispiel Shorthand Dance Notation für israelische Tänze, Moriskentanz-Notation für Moriskentanz und die Beauchamp-Feuillet-Notation für historische Tänze der Barockzeit.
Die Aufzeichnung von Tänzen als bewegte Bilder ist die heute vorherrschende Aufzeichnungsmethode. Videos vermitteln einen relativ genauen Eindruck eines Tanzes. Erfahrenere Tänzer können durchaus Tanzbewegungen aus Tanzvideos lernen. Ein Manko bleibt die fehlende räumliche Dimension.
Bildliche, dynamisch und dreidimensional aufgezeichnete Tänze – beispielsweise durch Bewegungserfassung – enthalten auch die räumliche Dimension. Auf diesem Gebiet fehlt es bisher an effektiven Reproduktionsmethoden. Bewegungserfassung (englisch: motion capturing) zeichnet durch am Körper getragene Bewegungssensoren die Bewegungen eines Menschen digital auf. In der Tanztechnologie wird die Bewegungserfassung eingesetzt, um Ausgangsdaten für Animationen zu erzeugen.
Statt Tänze bildlich aufzuzeichnen, kann auch der Bedeutungsgehalt (Semantik) festgehalten werden: Tanzbücher versuchen, Bewegungen in Worten zu beschreiben, Animationsprogramme versuchen, Bewegungen als Rotationen und Verschiebungen darzustellen, Analyse-Algorithmen versuchen, bildliche Aufzeichnungen in Worte umzuwandeln.

### Notation und Computer
Im Bereich der Tanztechnologie unterscheidet man vier Forschungs- und Entwicklungsbereiche:
- Editoren für Erzeugung, Bearbeitung und Druck von Notationspartituren.
- Maschinenlesbare Schriftsätze für bereits existierende Tanznotationen.
- Maschinenlesbare Tanznotationen als Ausgangsbasis für Computeranimationen. Diese sollten auch gleichzeitig ohne maschinelle Hilfe erzeug- und einsetzbar sein.
- Maschinelle Erfassung von Tanzbewegungen, wie etwa Motion Capture.

### Tanznotationen
- Motif Description
- Sutton DanceWriting
- Shorthand Dance Notation
- Morris Dance Notation

### Software für Tanznotationen
- DANCE. Editor für Schrittmuster der Standardtänze und Lateinamerikanischen Tänze für Microsoft Windows.

### Tanztechnologie und Software für andere Bereiche
- Country Dance animation project – Java- und XML-Animation
- Die neue Quadrillenschule – Notation und Software für den Tanz zu Pferde (Dressurreiten und Quadrille).